# Hirtella myrmecophila
Hirtella myrmecophila là một loài thực vật có hoa trong họ Cám. Loài này được Pilg. mô tả khoa học đầu tiên năm 1905.